# Cuartero
Cuartero est une municipalité des Philippines située dans la province de Cápiz, sur l'île de Panay. Elle est divisée en 22 barangays.